# Вучетич, Милица
Милица «Трепуша» Вучетич (серб. Милица "Трепуша" Вучетић; 21 января 1920, Ежевица — 21 января 1944, Чачак) — югославская сербская учительница, партизанка Народно-освободительной войны Югославии, Народный герой Югославии.

## Биография
Родилась 21 января 1920 года в деревне Ежевица (община Чачак) в учительской семье. Окончила начальную школу в Ежевице и гимназию в Чачаке. В 1939 году окончила педагогическое училище Крагуеваца и стала работать в школе деревни Трнава. Член Союза коммунистической молодёжи Югославии со времён обучения в училище, в Коммунистической партии Югославии состояла с 1939 года. В селе занималась культурно-просветительской и политической деятельностью, выступала неоднократно с речами о тяжёлом положении женщин, давала советы по ведению хозяйства и воспитанию детей. Благодаря своим выступлениям Милица стала широко известна в Трнаве и соседних деревнях Вилюша, Баница, Атеница, Вапа и Ежевица.
После Апрельской войны и оккупации Югославии Милица ушла в партизанское подполье, агитируя среди женщин за вступление в партизанские ряды. В мае 1941 года она была назначена секретарём Трнавского районного комитета СКМЮ. 23 и 24 ноября 1941 года она участвовала в съезде партийных деятелей Чачака и была назначена членом Чачакского окружного комитета. После ухода партизан в Боснию осталась на оккупированной территории, до августа 1942 года была секретарём партийного руководства в Драгачевском районе, а затем ушла в Трнавский район. Неоднократно преследовалась четниками и Сербской государственной стражей.
В трудных условиях деятельности Милица справлялась со всеми партийными заданиями: она переодевалась в крестьянскую одежду, когда отправлялась в Чачак.
21 января 1944 года, в день своего 24-летия, Милица попала в засаду четников и, чтобы не попасть в плен, совершила самоубийство.
Указом Иосипа Броза Тито от 27 ноября 1953 года ей присвоено посмертно звание Народного героя Югославии.